# Šokci
Gli šokci (in croato šokci; in serbo Шокци?, šokci, sh, in ungherese sokácok) sono un'etnia appartenente agli slavi meridionali originari delle regioni storiche della Baranja, della Bačka, della Slavonia e della Sirmia. Queste regioni si trovano nella Croazia orientale, nell'Ungheria sudoccidentale e nella Serbia settentrionale. Si ritengono per lo più un sottogruppo dei croati e quindi non sono considerati come un'etnia distinta in Croazia e altrove.

## Popolazione
Gli šokci sono considerati un popolo autoctono della Slavonia e della Sirmia in Croazia. L'Istituto statistico croato non ammette gli šokci come un'etnia separata. Al censimento del 2011 in Serbia, 607 si dichiararono šokci. Fuori dalla Slavonia e dalla Sirmia, vivono nei centri abitati di Bački Monoštor, Sonta, Sombor, Bački Breg nella Bačka, e a Hercegszántó in Ungheria.

## Etnonimo
Il termine šokci è usato per i parlanti del croato icavo della Slavonia, della Baranja, della Bačka e della Bosnia. I documenti più antichi che attestano questo termine sono del 1644–1698, 1702 (popolazione della diocesi di Đakovo), katolici, Šokci jali Slovinci ... Šokci rehuć Slovinci katolici. In Croazia, particolarmente nella Lika, il termine è opposto a valacchi (vlach), con cui si designano gli ortodossi serbi, e i serbi lo usano per connotare negativamente i croati. Da questo etnonimo derivano i verbi šokčiti ("cattolicizzare"), šoketati ("parlare icavo"). La Slavonia orientale e la Sirmia occidentale in Croazia spesso sono chiamate Šokadija ("terra dei šokci"), sebbene il termine non sia caratterizzato in modo geograficamente preciso, ma indica piuttosto la terra ancestrale degli šokci. L'etimologia è incerta e sono state avanzate in merito diverse ipotesi:
Matija Petar Katančić (1750–1825), il primo a trattare il nome šokci, lo mise in relazione con i toponimi di Succi o Succus in Tracia, che si legge nell'opera di Ammiano Marcellino (fl. 353–378). Lo fece derivare anche da šljivov sok (succo di prugna). Ćiro Truhelka lo fece derivare dall'albanese shoq, che a sua volta deriva dal latino sočius, ma il paragone con il cognome montenegrino Šoć rende queste ipotesi poco probabile. Altri, fra cui Vuk Karadžić, fanno derivare l'etnonimo dall'italiano sciocco. Friedrich Kluge nel 1924 propose l'origine dal tedesco schock, "contingente di 60 uomini", che era la dimensione delle storiche pattuglie sulla Sava. V. Skarić nel 1932 ipotizzò che derivasse dal tedesco der Sachse ("sassoni"), ma manca un legame storico che accrediti questo legame. Petar Skok propose la derivazione dal nome turco-persiano šoh ~ suh ("malvagio, senza vergogna, sporco") con il suffisso peggiorativo "-gin, -kin". Nel loro incompiuto dizionario etimologico pubblicato nel 1973, i curatori consideravano come ipotesi più plausibile il rumeno şoacăţ che significa "topo", ma è impiegato per riferirsi spregiativamente agli europei occidentali, in particolare ai tedeschi, che si abbigliano con vestiti da città, da ciò deriva l'aggettivo şoacăfesc ("tedesco"), e il nome astratto şoacăţie. Altre ipotesi partono dal verbo serbo-croato skok o uskok ("saltare"), o dall'etimologia popolare šaka ("pugno"), per il modo con cui si fanno il segno della croce che è differente da quello ortodosso compiuto con tre dita.

## Origine
Le origini degli šokci non sono del tutto chiare. Il parere prevalente degli studiosi moderni, basato sull'etimologia, è che fossero cattolici provenienti da sud e attraverso la Sava dalla Bosnia verso la fine delle guerre balcaniche che videro gli Ottomani ritirarsi dalla regione. Gli šokci della Baranja sono considerati i discendenti dei coloni di una migrazione di massa di croati di una zona vicino a Srebrenica, in Bosnia, in una regione che gli ottomani, ritirandosi, avevano lasciato disabitata. Gli šokci sono considerati una popolazione autoctona della Slavonia e della Sirmia, che li distingue della maggioranza dell'odierna popolazione di queste regioni che è discendente da altri insediamenti. Il sentimento di essere autoctoni e non coloni è un'importante caratteristica degli šokci.

## Storia

### XVII secolo
Il primo defter ottomano conosciuto che menziona gli šokci risale al 1615, un firmano del sultano Ahmed I, datato 9 Safer 1024 secondo il calendario islamico, nel quale si riferisce agli šokci come alla popolazione di "fede latina", la cui "religione è completamente differente dalla fede dei serbi, dei greci e dei valacchi". Sono anche menzionati nei documenti con cui la Chiesa cattolica nominò Girolamo Lucich amministratore apostolico di Bosnia e Slavonia nel 1635, e in uno scritto del tempo in cui Eugenio di Savoia invase il territorio ottomano fino a Sarajevo (1697).

### XVIII secolo
Nel 1702 nel censimento di Đakovo, una delle città riconquistate in seguito alla pace di Carlowitz, figuravano 500–600 abitanti descritti come cattolici slavi/slavoni (in latino Slavi catholicae fidae). Tadija Smičiklas successivamente ripubblicò lo stesso censimento e usò il termine "slovinci" e/o "šokci" per 400 abitanti della città. Per Antun Kanižlić (1699–1766), il termine šokci era un termine gergale usato dagli ortodossi per indicare i cattolici della Slavonia.
Secondo il censimento austriaco della Bačka del 1715, i serbi, i bunjevci, e gli šokci costituivano il 97,6% della popolazione. Il censimento del 1720 della Bačka registrò un 72% di serbi e un 22% fra bunjevci e šokci. Dopo la pace di Passarowitz (1718), il primo censimento asburgico registrò nel Banato circa 20 000 cittadini, per lo più serbi.

### XIX secolo
Nei censimenti austro-ungarici gli šokci erano presenti in gran numero, sia in Croazia/Slavonia sia in Serbia/Voivodina. Secondo i dati del 1840, la popolazione di Croazia, Slavonia e Voivodina ammontava a 1 605 730 persone, di cui 777 880 (48%) erano croati, 504 179 (32%) serbi, e 297 747 (19%) šokci. Gli šokci erano concentrati a Požega, nelle contea di Verőce e di Sirmia, nonché nella Frontiera militare della Slavonia.

### XX secolo
Secondo il censimento del 1910 in Austria-Ungheria, erano presenti 88 209 fra bunjevci e šokci nel Regno di Ungheria.

### XXI secolo

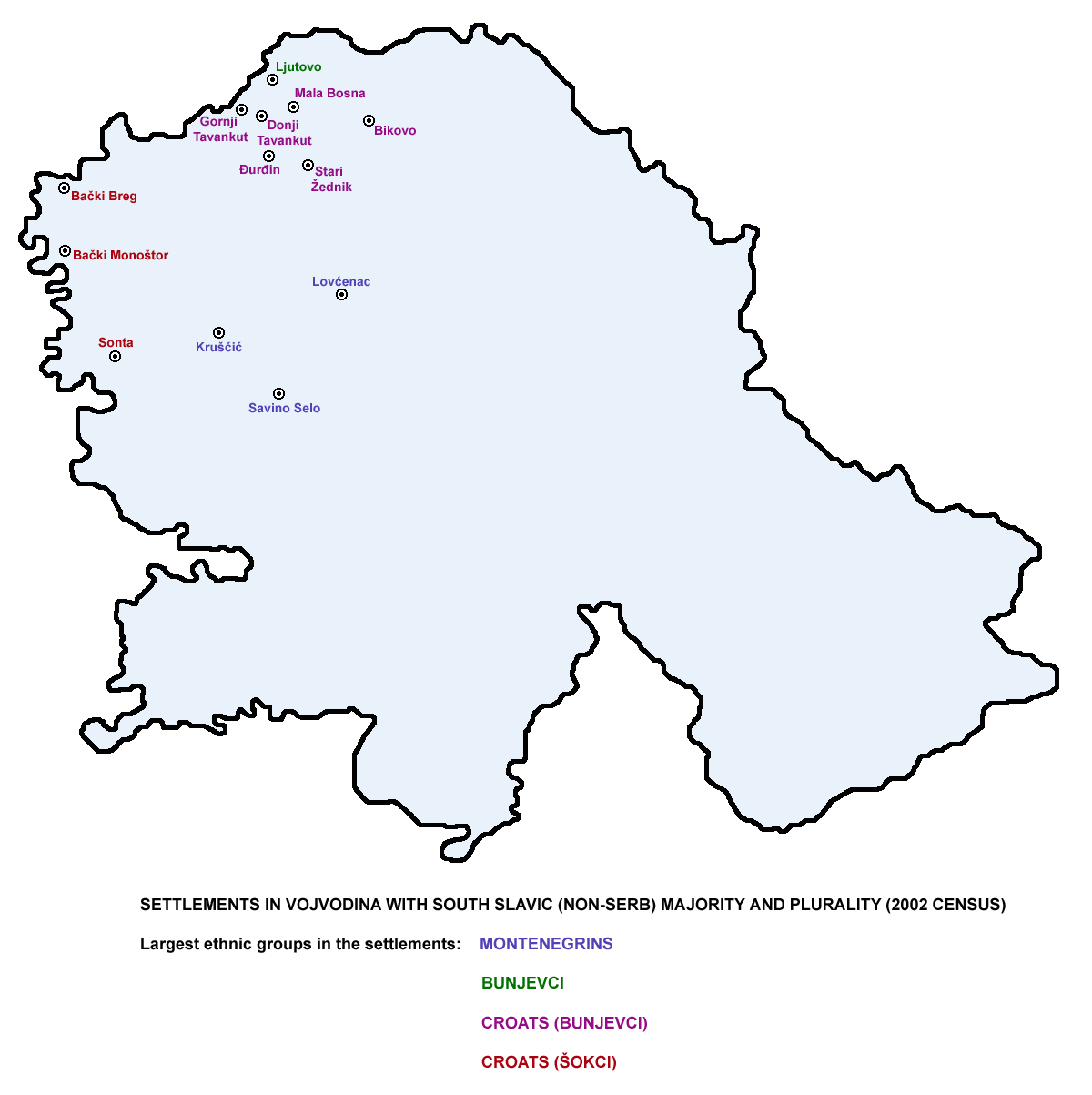
I dati del censimento del 2002 in Voivodina mostrano i villaggi in cui una porzione significativa degli abitanti si è dichiarato di etnia šokci. I villaggi in cui c'è una preesnza significativa di šokci che si autodichiarano croati non sono indicati sulla carta.

Gli šokci che vivono in Croazia e in Ungheria, e molti di quelli che vivono in Serbia, si considerano oggigiorno un sottogruppo dei croati. In Serbia, šokci e bunjevci sono stati considerati appartenenze etniche distinte nei censimenti del 1991 e del 2002. A differenza dei bunjevci, l'altro gruppo slavo cattolico della stessa regione, gli šokci si dichiarano in maggioranza croati anziché appartenenti a un gruppo etnico separato e alcuni si sono dichiarati jugoslavi. Nel censimento del 1991, 1 922 scelsero di dichiararsi šokci in Jugoslavia. Nel censimento del 2002 il numero fu molto inferiore e appare nei risultati fra gli "altri", mentre più di 70 000 persone si è dichiarato croato. La scelta tra le etnie croata e šokac possibile in Serbia è stata giudicata dagli studiosi croati bizzarra e nociva, perché esacerba i miti šokci di indipendenza e antichità, li colloca nell'ambito del folklore politico e rinfocola dispute ottocentesche tra croati e serbi.
I villaggi con una presenza significativa di šokci nella regione della Bačka sono: Sonta (comune di Apatin), Bački Breg e Bački Monoštor (comune di Sombor). Nel censimento del 2002 in Serbia, la maggioranza degli abitanti di questi villaggi si è dichiarata croata.
La maggior parte degli šokci dell'Ungheria vive nella contea di Baranya, soprattutto a Mohács.

## Religione

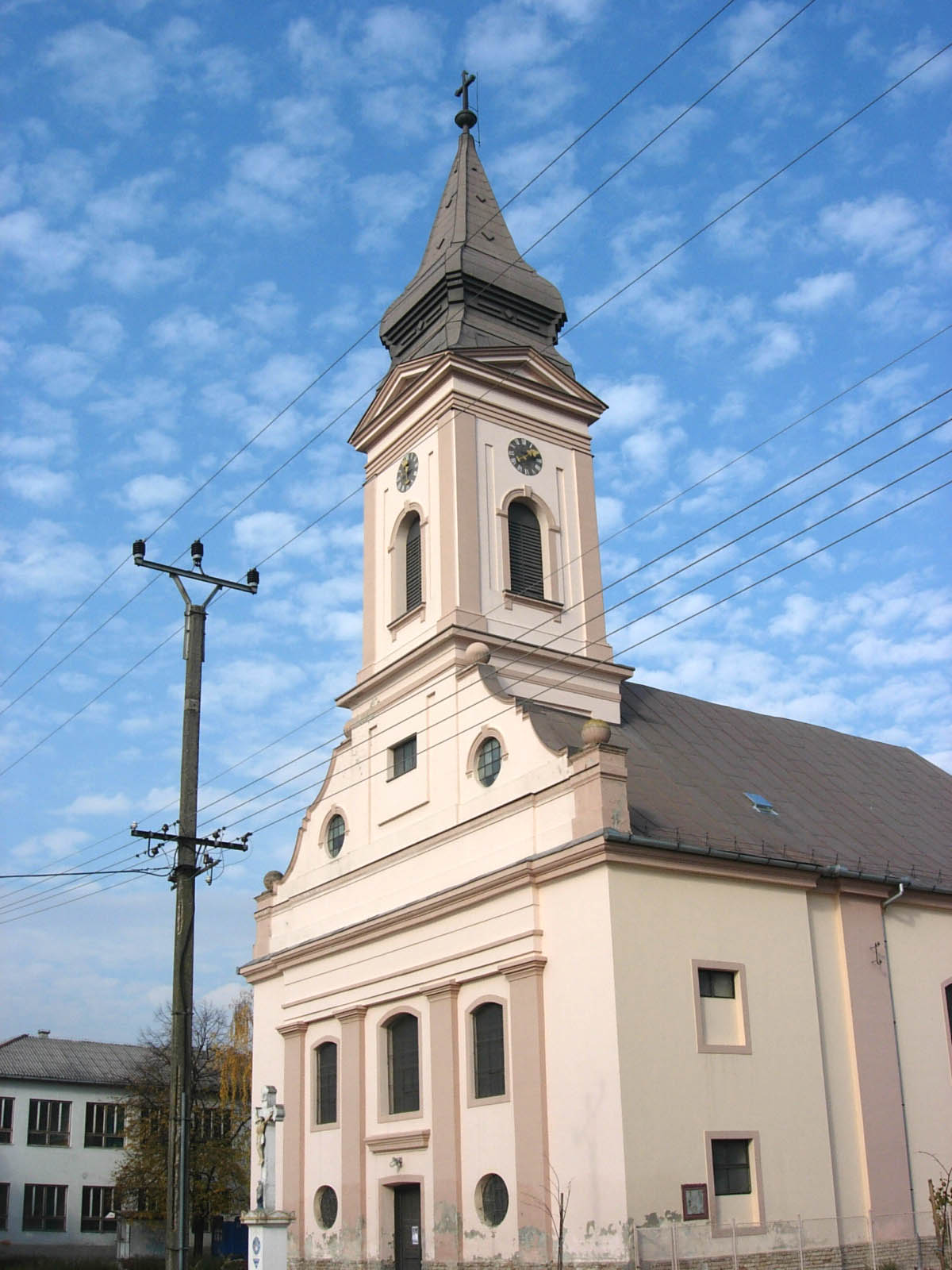
La chiesa cattolica del villaggio di Sonta, in Serbia

Gli šokci sono cattolici di rito romano.

## Lingua
Gli šokci parlano un antico sottodialetto stocavo della Slavonia, parlato quasi esclusivamente da loro. Questo dialetto della Slavonia è un misto di icavo ed ecavo: l'icavo è predominante in Posavina, Baranja, Bačka e a Derventa; l'ecavo è diffuso in Podravina. Ci sono anche enclave di un accento nel territorio dell'altro, come pure miscugli di ecavo e icavo o di iecavo e icavo. In alcuni villaggi ungheresi si mantiene il suono originario dello slavo jat.

## Cultura

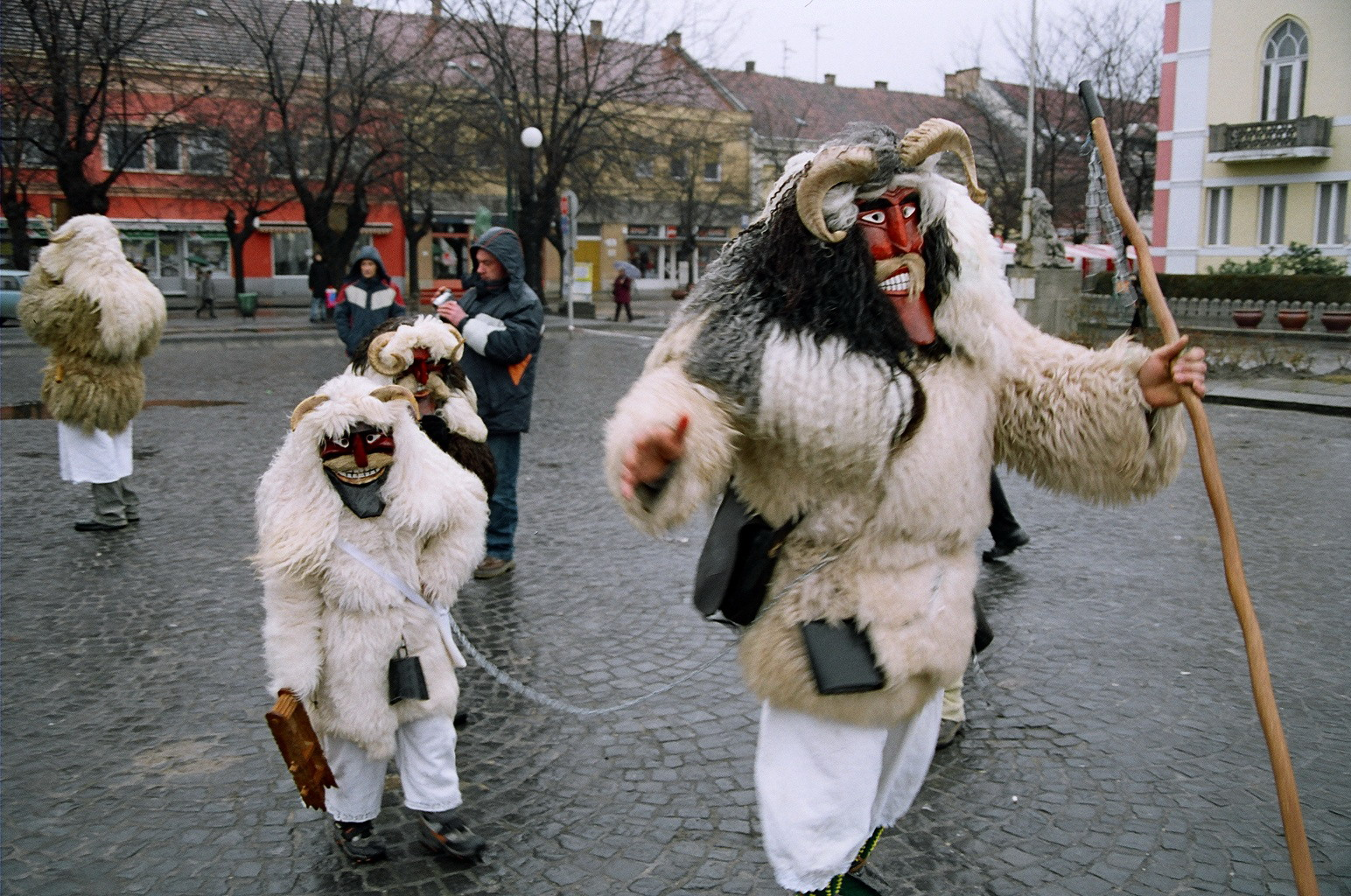
Šokci che celebrano la fine dell'inverno in costumi tradizionali a Mohács, febbraio 2006.

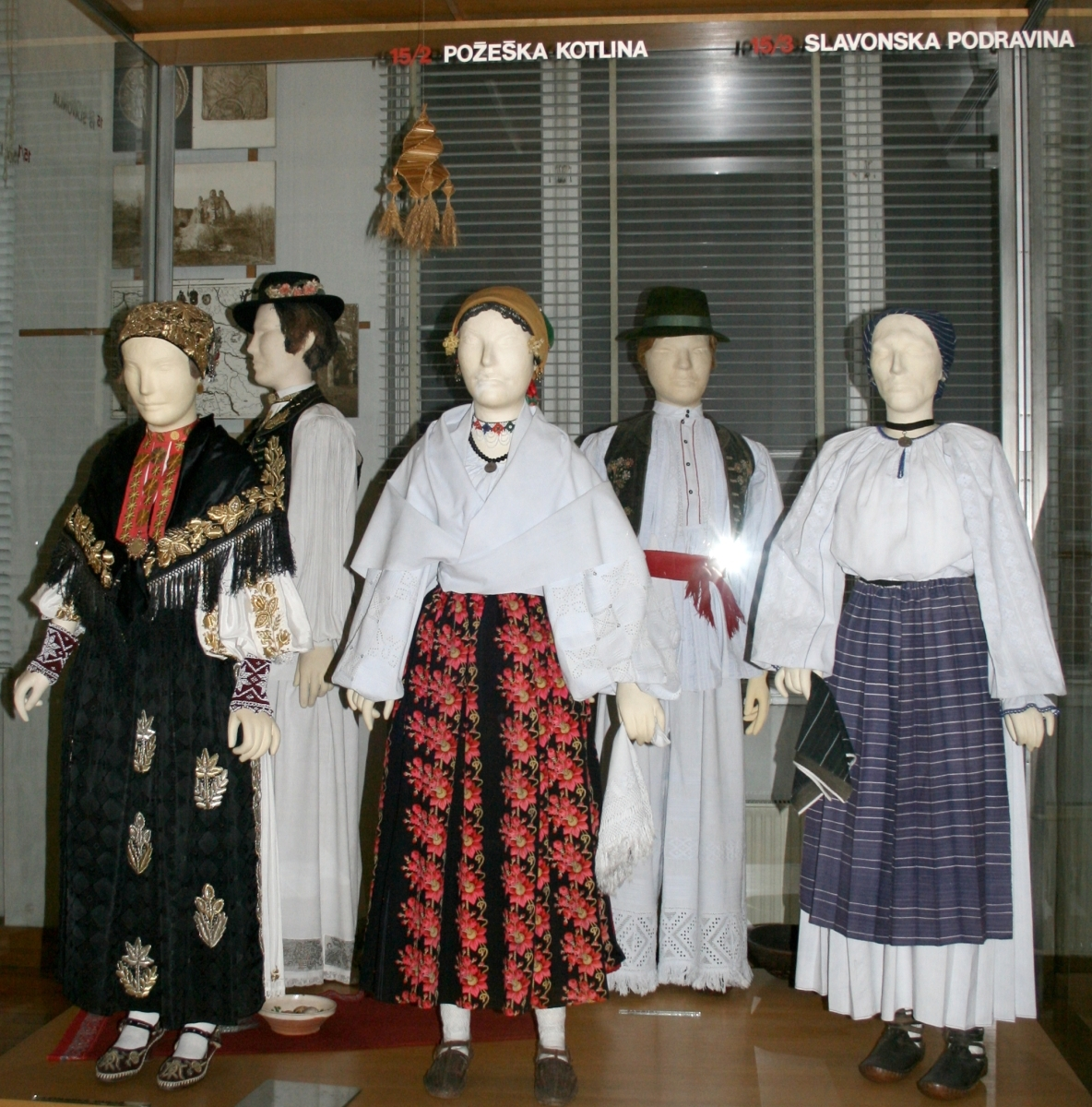
Costumi trradizionali degli šokci nella regione di Požega e della Slavonia.

### Tradizioni
Molte delle tradizioni degli šokci sono influenzate dall'ambiente in cui vivono – la fertile pianura pannonica – in cui coltivano grano e granoturco in grandi campi che circondano i loro villaggi. I villaggi hanno spesso una strada maestra (šor) dove ogni famiglia ha una casa con edifici ausiliari e un'aia spaziosa con un pozzo. La strada maestra è affiancata sui due lati da fossati, con ponticelli per raggiungere le case.
Le famiglie spesso allevano pollame, soprattutto papere e oche, sebbene la principale fonte di carne siano i maiali, praticamente immancabili nelle case degli šokci, che apprezzano il prosciutto, le salsicce e la pancetta. Questi prodotti si ottengono dalla tradizionale maialatura autunnale. I frutti più comuni sono le prugne, dal cui distillato si ottiene la rakija.
L'abbondanza in cui tradizionalmente sono vissuti gli šokci li ha resi un popolo generalmente allegro, che dà molta importanza al folklore. Ogni loro villaggio è dotato di un'associazione culturale in cui si odono canzoni e danze popolari. Si eseguono stornelli chiamati bećarac. Il "šokačko sijelo" è una festa tradizionale di febbraio che dura nove giorni.

### Musica
Il tratto della cultura degli šokci più distintivo è la loro musica, suonata su una sorta di mandolino balcanico, chiamato tambura. Molte bande di suonatori di tambura hanno raggiunta una fama nazionale in Croazia. La cassa della tambura è tradizionalmente fatta di legno di acero, pioppo o prugno, ma oggi si usano soprattutto il peccio o l'abete. In passato era in uso anche la zampogna. Le nozze sono festeggiate con solennità, spesso con la partecipazione dell'intero villaggio.

### Costume tradizionale
Il costume tradizionale degli šokci, chiamato rubina, è fatto di un vestito di lino bianco con decorazioni e lacci, la cui parte principale è un corpetto chiamato oplećak i krila. Le donne indossano il costume completo solo in estate, in inverno preferiscono portare una gonna di lana. La decorazione più invidiata del costume tradizionale degli šokci sono le monete d'oro (dukati). Una ragazza benestante sfoggerà un cospicuo numero di dukati intessuti sul petto, anche per dimostrare eloquentemente la ricchezza della famiglia.

## Galleria d'immagini

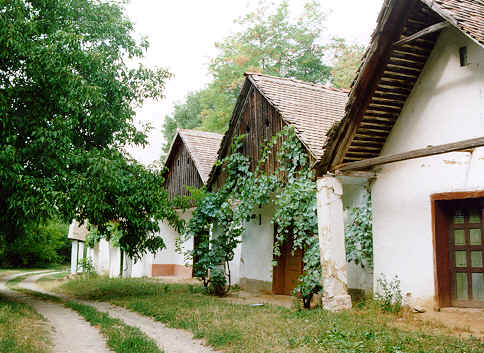
Cantine a Draž, in Croazia
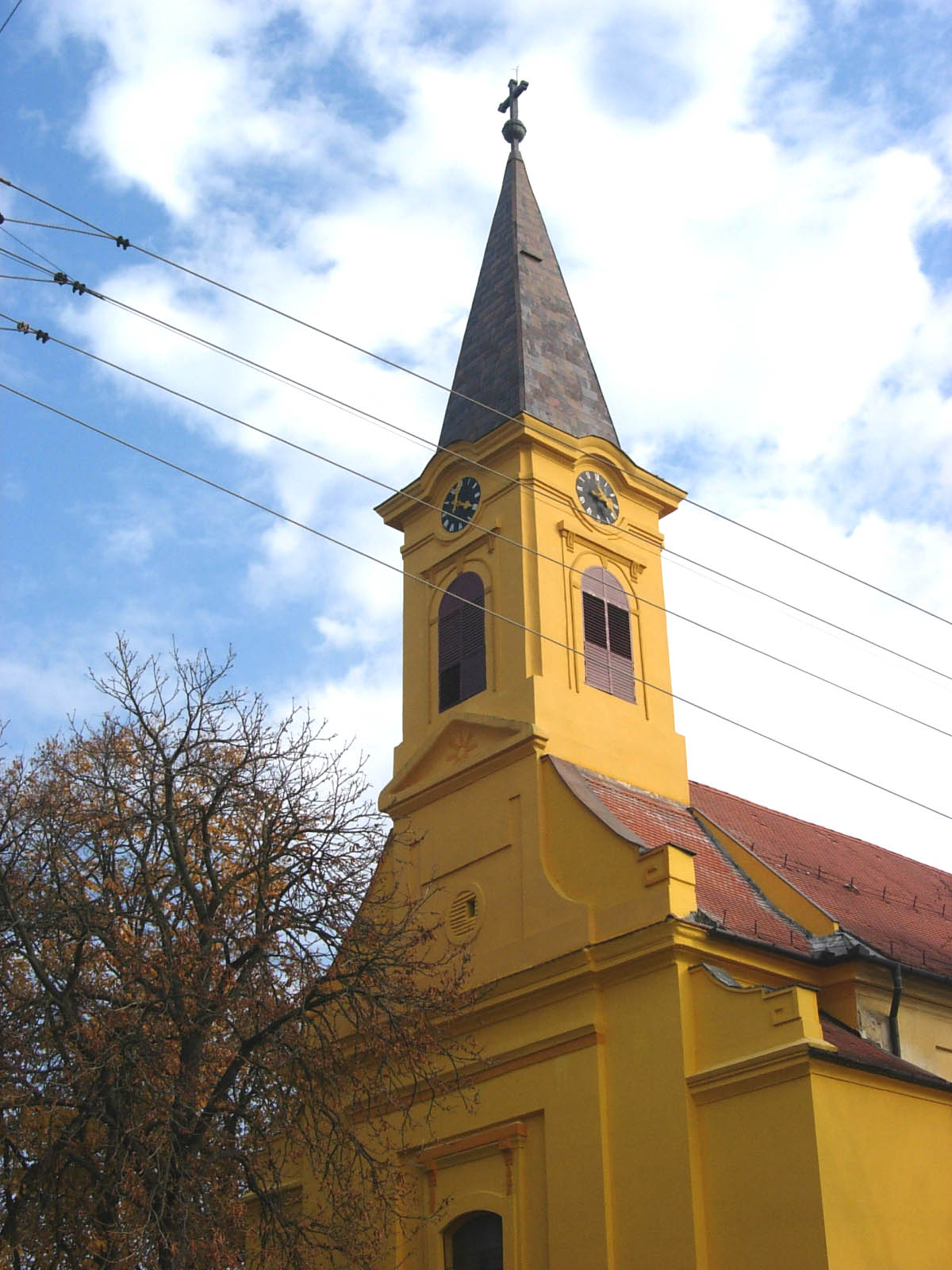
La chiesa cattolica del villaggio di Bački Monoštor, in Serbia
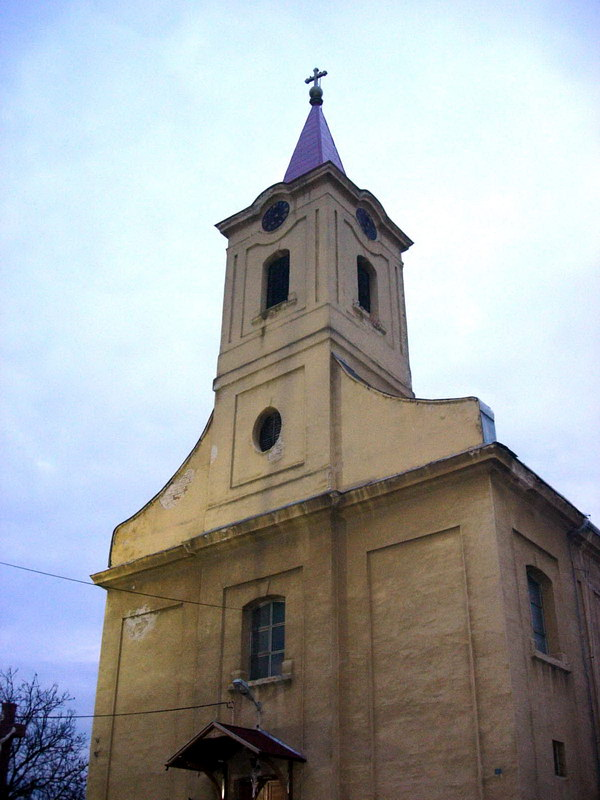
La chiesa cattolica del villaggio di Bački Breg, in Serbia